# Starzenice (gmina)
Starzenice (od 1953 Olewin) – dawna gmina wiejska istniejąca do 1953 roku w woj. łódzkim. Nazwa gminy pochodzi od wsi Starzenice, lecz siedzibą gminy był Olewin.
W okresie międzywojennym gmina Starzenice należała do powiatu wieluńskiego w woj. łódzkim. Po wojnie gmina zachowała przynależność administracyjną. Według stanu z dnia 1 lipca 1952 roku gmina składała się z 18 gromad: Aleksandrówka, Borowiec, Jodłowiec, Kraszkowice, Małyszyn, Masłowice, Nowy Świat, Olewin, Piechów, Przycłapy, Ruda, Sieniec, Starzenice, Stawek, Widoradz, Wierzchlas, Wierzchlas A i Wierzchlas B.
21 września 1953 roku jednostka o nazwie gmina Starzenice została zniesiona przez przemianowanie na gminę Olewin.